# Orango
Orango és una òpera del 1932 inacabada del compositor soviètic Dmitri Xostakóvitx, amb llibret d’Aleksei Tolstoi i Aleksandr Startxakov. Durant molt de temps es va considerar perduda, però va ser descoberta l’any 2004. Se n’ha conservat el Pròleg, format per onze episodis: una obertura i dues escenes de ballet desenvolupades amb la participació de solistes cantants, una ballarina solista i cor. El manuscrit del Pròleg conté el text musical escrit en dos pentagrames, en una partitura de claví.
El desembre de 2011 es va dur a terme a Los Angeles l'estrena mundial de l'execució semiescenificada d'Orango (amb la instrumentació de Gerard Macburney) a la Sala de Concerts Walt Disney.

## Història de la creació
Durant molts anys, es va considerar que l’òpera estava perduda; el pròleg va ser descobert l’any 2004 als arxius del Museu de Cultura Musical M. I. Glinka. A la carpeta hi havia 350 fulls, dels quals set contenien fragments de l’òpera escrits per Xostakóvitx (tretze pàgines amb partitura i una sense anotacions). La investigadora russa Olga Digonskaia va ser la primera a fixar-se en aquests fragments conservats d’una òpera que es creia perduda, a l’article Autògrafs desconeguts de Xostakóvitx al GTSMMK (2006).
L’any 1932, l’URSS es preparava per commemorar el quinzè aniversari de la Revolució d’Octubre. Al gener, la direcció del Teatre Bolxoi i el poeta Demian Bedni van signar un contracte per crear una obra heroicoèpica en cinc actes titulada La revelació. Dmitri Xostakóvitx s’hi va implicar com a compositor. Quatre dies abans de la data límit fixada per lliurar el llibret, Bedni va notificar unilateralment al teatre la rescissió del contracte. Aleshores, la direcció del teatre va decidir convidar Aleksei Tolstoi i el seu col·laborador Aleksandr Startxakov a participar en el projecte. Tolstoi va acceptar escriure una òpera conjuntament amb Xostakóvitx sobre el destí de l’home durant la revolució i la construcció del socialisme. L’acord escrit amb els escriptors per col·laborar amb el Teatre Bolxoi, així com el consentiment de Xostakóvitx per signar un nou contracte per a una altra òpera, es van formalitzar el mateix dia: el 17 de maig de 1932. El títol de l’òpera era El fill del partisà (la trama tractava de la lluita dels científics soviètics contra la mentalitat feudal de la població pobra de l’Altai, la resistència dels terratinents –els bais–, i el dilema d’una mestra indecisa que, finalment, opta pel model soviètic de vida, tot traint el seu pare equivocat en nom d’un futur brillant). La preparació del llibret estava prevista per a l’1 de juny, la composició del primer acte per part del compositor per al 20 de juny, i la resta dels actes s’havien d’enllestir abans de l’1 de novembre de 1932.

### Llibret
En el procés de lectura del llibret de El fill del partisà, Xostakóvitx va rebutjar tant el text com la trama, i en va exigir la substitució. Només després d’això va aparèixer la versió amb Orango. El llibret d'Orango es va basar en el relat de Startxakov La victòria d’Albert Durand, publicat el 1930 en el recull La mansió de la plaça. Aquesta trama havia estat inicialment pensada per Tolstoi i Startxakov com a llibret per a una futura òpera de Gavriil Popov, però els autors la van acabar cedint a Xostakóvitx. Això va provocar la fúria de Popov, que no va poder canviar la situació.
El relat narra la història del periodista Albert Durand, que aconsegueix descobrir els experiments de l’embriòleg Ernest Goureau, el qual pretenia fecundar una mona anomenada Ruth amb cèl·lules masculines humanes. El feuilleton de Durand, titulat L’amant del simi, es converteix en una sensació; els experiments són interromputs, i Durand fa una carrera brillant aprofitant l’escàndol.
En un anunci de premsa de 1932, la font literària de l’òpera era citada com la novel·la d’Aleksandr Startxakov La carrera d’Artur Kristi. Els estudiosos no n’han pogut trobar rastre, i segons la musicòloga Olga Digonskaia podria haver estat una obra projectada però mai escrita. Ella mateixa va detectar una semblança clara en l’argument, el gènere i la moral del que se sap de La carrera d’Artur Kristi amb l’obra de Bertolt Brecht La resistible ascensió d'Arturo Ui (1935–1941). Digonskaia va proposar la hipòtesi que la trama de l’òpera en preparació podria haver arribat a Brecht a través de la seva íntima amiga Margarete Steffin, i que podria haver estat una de les fonts d’inspiració per a la seva peça.

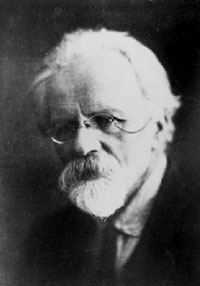
El biòleg Ilià Ivanov en una fotografia de l’any 1927

Entre les fonts literàries d’Orango que han identificat els estudiosos, hi ha: l’híbrid d’orangutan i humà Pao-Pao de la tragèdia Pao-Pao d’Ilia Selvinski, personatges de novel·les d’Aleksandr Beliaiev i de Herbert George Wells, el conte de Wilhelm Hauff El mico fent de persona (Der Affe als Mensch) o El jove anglès (Der junge Engländer, en altres traduccions: Aventures d’un mico, L’home-mico), l’enginyer Garin de la novel·la d’Aleksei Tolstoi L’hiperboloide de l’enginyer Garin, Dorian Gray de la novel·la El retrat de Dorian Gray d’Oscar Wilde, Prisypkin de l’obra El xinx de Vladímir Maiakovski, i Sharíkov de El cor de gos de Mikhaïl Bulgàkov. Gerard McBurney també considera com una font argumental principal el pseudodocumental Rango, rodat als Estats Units el 1931 pel director i productor Ernest B. Schoedsack. El film narra la història d’un orangutan, Rango, que se sacrifica per salvar el seu amic humà.
L'òpera Orango va ser concebuda com un pamflet polític dirigit contra els mitjans de comunicació burgesos. La història va ser un reflex de l'activitat científica del biòleg Ilià Ivanov. Entre 1926 i 1927, Ivanov va dur a terme experiments d'oplació d'ovulacions de ximpanzés amb semen humà a l'Àfrica. Els resultats van ser desoladors. Quan va tornar a l'URSS a la tardor de 1927, va continuar la seva feina, però el desembre de 1930 va ser arrestat. El científic va ser condemnat a l'exili al Kazakhstan, on va morir el 20 de març de 1932 a causa d'una hemorràgia cerebral. És possible que Xostakóvitx es trobés personalment amb Ivanov el 1929 durant una visita a la seva estació científica a Sukhumi (hi ha testimonis d'aquest esdeveniment en les cartes del compositor). En aquell moment, hi havia un orangutan anomenat Tarzan al centre. El compositor va tenir l'oportunitat real de veure Tarzan i sentir històries sobre ell..
A disposició del compositor només hi havia el llibret del Pròleg. Les accions de l'òpera mai van ser escrites pels autors, tot i que es conserva el pla argumental del llibret. Com a resultat, Dmitri Xostakóvitx només va crear el Pròleg per a l'òpera el 1932 (consta d'onze episodis solistes, corals i orquestrals). La seva durada és d'uns 35 minuts. El compositor va suspendre la seva feina sobre l'òpera el 15 d'octubre de 1932.
Xostakóvitx mai va tornar a la seva òpera començada però inacabada. L'autor de la novel·la i llibret, Startxakov, va ser represaliat el 1937. Altres raons per la qual es va interrompre la feina podrien ser:
- segons el compositor, el règim podria haver vist una crítica amagada al règim soviètic en el llibret,
- la feina de Xostakóvitx sobre Lady Macbeth de Mtsensk, que estava en curs en aquell moment. Aquesta la va interrompre temporalment per portar a terme el projecte d'Orango. La rescissió del contracte per Orango va coincidir amb un altre esdeveniment: el Teatre Bolxoi i Xostakóvitx van signar un contracte per la producció de l'òpera Lady Macbeth de Mtsensk.

## Contingut del Pròleg conservat

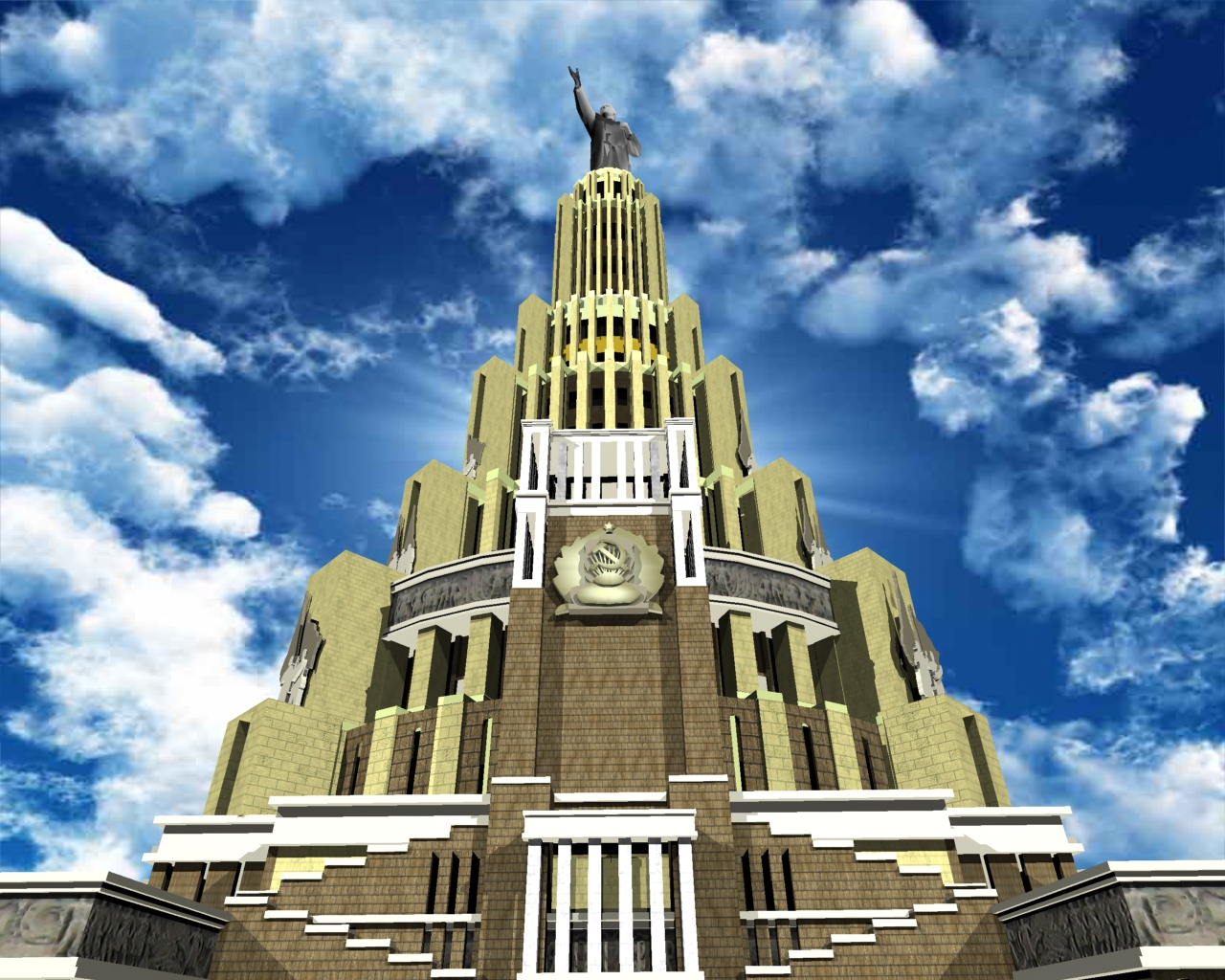
Model 3D del projecte del Palau dels Soviètics dels anys 30 del segle XX

Aleksei Tolstoi va escriure personalment els versos i els diàlegs del Pròleg. L'acció del Pròleg havia de tenir lloc davant del Palau dels Soviètics, que mai es va construir, a Moscou. Al fons de l'escena, hi havia unes escales, on, davant de la brillantor de les llums de la ciutat, es veien les figures dels guàrdies. Al primer pla, hi havia taules de bufet. La gent passejava entre elles.
A l'URSS arriba un grup d'estrangers als quals es vol mostrar els èxits creatius dels ciutadans del país soviètic. L'òpera comença amb la intervenció del Cor, que lloa el treball. Un bromista comença a entretenir els convidats amb actuacions d’un grup d’aficionats, inclosos balls de la famosa ballarina Nastia Terpsícore. Tot i això, els visitants estrangers es mostren decebuts. Segons el públic, el veritable centre del programa hauria de ser l’home-mico Orango, que «menja amb ganivet i forquilla, es moca, juga al txíjik i fins i tot diu eh-he-he». Per ordre del zoòleg, l’Orango mostra aquests talents, però de sobte s’abraona sobre una convidada estrangera, Susanna, cridant: '«Pe-pel-roja perver-sa! T'estriparé! Rrrrr...»'.
Els estrangers comencen a reconèixer en Orango el seu marit, fill, germà o alumne. Es descobreix que Orango és el resultat d’un experiment biològic que va creuar un mico amb un humà. Va començar la seva vida com a membre reeixit i respectat de la societat burgesa i l’acaba com un animal ensinistrat al circ de Moscou. El Pròleg conclou amb la intenció de representar, en escenes posteriors de l’òpera, el passat d’Orango. Es fa referència a la seva participació en la Primera Guerra Mundial, la seva carrera com a periodista, el seu viatge a l’URSS com a espia i el seu matrimoni.

### Projecte de llibret de l'òpera
El contingut principal del llibret de l'òpera es coneix gràcies a la transcripció de Startxakov i a l'anotació afegida per Tolstoi. Ernest Guro acaba els seus experiments i envia la mico embarassada, Ruth, a l'Amèrica del Sud al seu amic. A partir de les cartes d'aquest amic es descobreix que Ruth ha donat a llum un híbrid de sexe masculí. Amb l'inici de la Primera Guerra Mundial la correspondència s'interromp. Després de la guerra, es presenta a Guro el fill de Ruth, Orango (provinent del cognom del seu educador Or —el científic Jean Or, amic de Guro, va criar l'híbrid a l'Amèrica del Sud—, i també del mot orangutan). Orango havia servit com a soldat. Esdevé reporter, primer sota la direcció d'Albert Durand, i després, mitjançant especulacions borsàries i xantatge periodístic, ocupa el seu lloc. Odiant el comunisme, Orango lluita contra la Unió Soviètica. Forma l'opinió pública, dicta els gustos i la moda, i alhora augmenta la seva riquesa. Orango s'enamora de René, la filla de Guro, però ella el rebutja.
Orango viatja a l'URSS, d'on és expulsat sota l'acusació d'espionatge. Es casa amb la russa emigrant Zoia Monroz. Segons McBurney, aquest personatge de l'òpera presenta alguns paral·lelismes (conscients o no) amb la biografia de l'estimada de Vladímir Maiakovski: la jove emigrant Tatiana Iakovleva, que es va fer famosa treballant com a model i va estar vinculada als cercles antisoviètics de l'emigració blanca. Quan Iakovleva va tallar les relacions romàntiques amb Maiakovski, ell la va assetjar sense èxit a Alemanya.
Amb el temps, Orango desenvolupa trets atavístics, i cada cop s'assembla més a un orangutan. Un dia troba René i intenta posseir-la per la força. L'animal que porta dins es desperta. Estrangula el seu pare i segresta la mateixa René. Es desencadena un escàndol, i la societat descobreix que Orango és un híbrid. L'Església Catòlica salva Orango. Aquí el text de Startxakov s'interromp. Aleksei Tolstoi, aparentment força més tard, va afegir una anotació: «Però esclata la crisi mundial. Orango queda arruïnat. El papa de Roma el rebutja. Orango perd el seny i es transforma completament en un simi. Zoia Monroz el ven a un circ i, per capricis del destí, acaba a la Unió Soviètica. El mostren en una gàbia…».

## Posades en escena

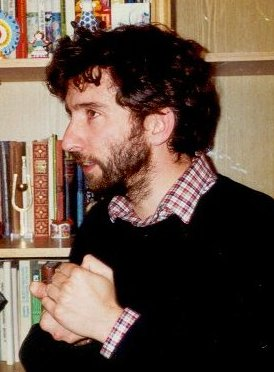
Gerard McBurney, autor de l’orquestració de l’òpera

La treballadora de l’arxiu de Xostakóvitx i del Museu Glinka, Olga Digonskaia, va aconseguir reconstruir la partitura i les circumstàncies del treball del compositor en l’òpera. La vídua de Xostakóvitx, Irina Antònovna, va encarregar la instrumentació de la reducció per a veu i piano de l’òpera al compositor i director d’orquestra de l'Orquestra Simfònica de Chicago, Gerard McBurney. Ella explicava així la seva elecció: 
| « | «McBurney va estudiar al Conservatori Estatal Txaikovski de Moscou, amb Edisson Deníssov, i va aprendre molt de Guennadi Rojdéstvenski. El conec des de fa molt de temps, parla rus i s'interessa per la literatura russa. Però el més important és que és autor de diversos treballs relacionats amb la música de Xostakóvitx. Va ajudar a reviure la Suite de jazz núm. 1, va orquestrar i pràcticament va fer renéixer la música de la revista Condicionalment assassinat del music-hall de Leningrad. També va fer una versió de l’opereta Moscou, Txeremúixki per a petit conjunt i va instrumentar romanços de DXostakóvitx sobre poemes de Puixkin» | » |

L'any 2008, el projecte d'interpretació d'Orango va ser acceptat simultàniament pel canal de televisió rus Kultura, pel canal francoalemany Arte i pel teatre moscovita Helikon-Òpera (el director artístic va ser Dmitri Bertman).
El desembre de 2011, a Los Angeles va tenir lloc l'estrena mundial de l’execució concert-espectacle d’Orango (en l’orquestració de McBurney). L’orquestra va ser dirigida per Esa-Pekka Salonen, i la direcció escènica va anar a càrrec de Peter Sellars. La posada en escena es va realitzar a la Sala de Concert Walt Disney. L’enregistrament realitzat durant aquesta actuació va ser publicat pel segell discogràfic Deutsche Grammophon. El maig de 2013, Salonen va presentar l’òpera al Royal Festival Hall, i l'agost del mateix any al Royal Albert Hall de Londres. Aquesta vegada, la direcció escènica va ser a càrrec d’Irina Brown.
A Rússia, es van dur a terme negociacions per a la posada en escena de l'òpera amb el director artístic de la Helikon-Òpera, Dmitri Bertman (que tenia la intenció de filmar episodis del Pròleg als interiors del pavelló de la VDNH amb la participació de Denís Matsuev), però el projecte no es va arribar a realitzar. Tampoc Riccardo Muti va portar a terme la seva prevista posada en escena de l'òpera. Finalment, a Rússia, l’òpera va ser presentada al públic per primera vegada pel London Philharmonic Orchestra sota la direcció d’Esa-Pekka Salonen, juntament amb la Capella Coral Acadèmica Estatal de Rússia A. A. Iúrlov el 2014, en el marc del Festival Internacional de Música dedicat a Mstislav Rostropóvitx.
La primera versió escènica completa a Rússia va ser realitzada per Teodor Currentzis al Teatre d'Òpera de Perm el 15 de maig de 2015. El director i coreògraf de l’espectacle va ser Aleksei Miroxnitxenko. L’espectacle es va presentar a Moscou en el marc de la nominació al premi Màscara d'Or i a Sant Petersburg dins del Festival Diàguilev.
El 6 d’octubre del mateix any, a la Sala Prokófiev de l'escenari nou del Teatre Mariïnski, es va interpretar la versió original per a piano de l'òpera, a càrrec de l’Acadèmia de Joves Solistes del teatre. La direcció artística va ser de Larissa Gergieva, amb escenografia d'Aleksandr Maskalin.

## Característiques artístiques de l'òpera
L'òpera Orango va ser concebuda pel compositor en el gènere de la tragèdia-farsa, un estil que valorava molt al llarg de tota la seva trajectòria creativa. Xostakóvitx va introduir a Orango episodis de les seves obres que havien tingut poca sort en la seva vida concertística (del ballet El pern, de l'òpera El gran llamp i de l'espectacle del Music-hall de Leningrad Condicionalment assassinat). La música de l'escena Amb l'americà de l'òpera inacabada El gran llamp acompanya a Orango l'escena Amb l'estrangera (la baralla d'Orango amb la seva exdona). Exemples com aquest van portar la musicòloga Digonskaia a concloure que Xostakóvitx no es limitava simplement a reutilitzar música seva no aprofitada: ell avisava els llibretistes amb antelació quina escena volia incloure a l'òpera, tenint ja al cap material compost prèviament.
Per a la música d'Orango és característic un eclecticisme que combina diferents gèneres i estils —des de melodies de cabaret fins a cançons infantils. Tanmateix, la crítica Claire Seymour destaca el to general fosc de l'òpera, combinat amb un foc d'artifici musical i una energia esbojarrada.

La crítica musical va expressar certa decepció pel nivell artístic de l'òpera i de la seva instrumentació. Així, el diari Musicalnoe obozrenie escrivia: 
| « | ...el resultat creatiu va ser inferior a la polèmica que l'envoltava. L'estrena, que segons la intenció dels organitzadors havia de ser l'esdeveniment principal del festival, va acabar sent gairebé un tret en fals. La música, lluny de ser la millor dins l'herència de Xostakóvitx, a més d'instrumentada per D. McBurney de manera feixuga (si no grollera) i no adequada a l'estil de Xostakóvitx, va decebre, igual que la dramatúrgia insuficientment clara d'una concepció que no va arribar a consolidar-se. Sens dubte, el material d’Orango és curiós, però més aviat per a investigadors i per a la història que no pas per al procés musical actual. Si Xostakóvitx hagués estat realment interessat en Orango, probablement hauria continuat i completat la feina. Però això no va passar. | » |